# Synoicum turgens
Synoicum turgens is een zakpijpensoort uit de familie van de Polyclinidae. De wetenschappelijke naam van de soort is voor het eerst geldig gepubliceerd in 1774 door Phipps.